# 아시안 하이웨이 51호선

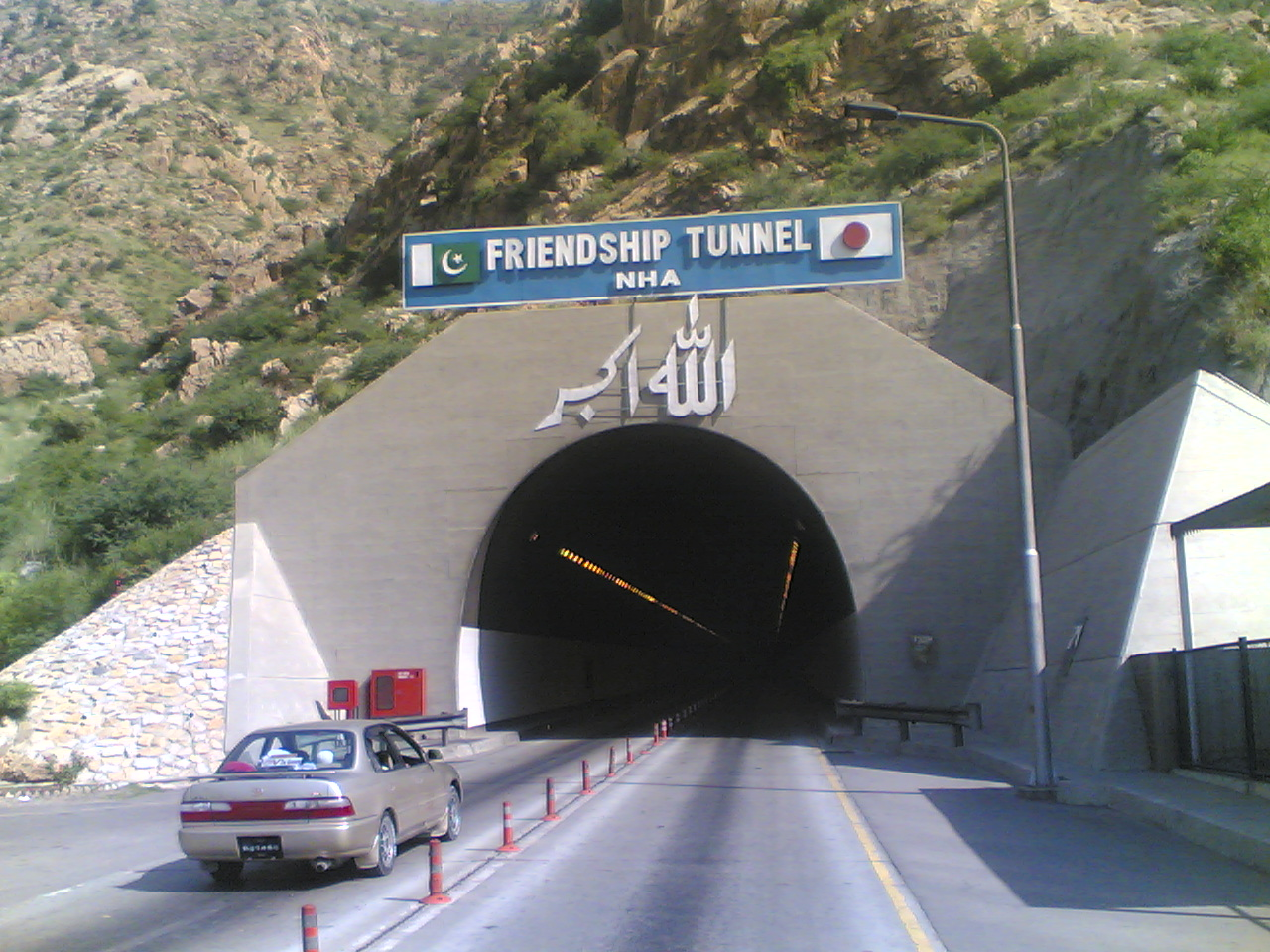
코핫 터널의 모습. 코핫 터널은 일본과 파키스탄의 우정을 맺는 것으로 알려져 왔다. 그래서 이 터널이 AH51에 놓여 있다.

아시안 하이웨이 51호선(AH51)은 파키스탄의 카이베르파크툰크와주의 페샤와르에서 출발, 발루치스탄주의 퀘타까지 이어주는 총 연장 825 km 길이의 고속도로이자 아시안 하이웨이 노선망이다. 

## 주요 경유지
- N-55 : 페샤와르 - 데라 시므라(영어판), 297 km (185 mi)
- N-50 : 데라 시므라 - 퀘타, 528 km (328 mi)

## 분기점
- : 페샤와르
- : 퀘타

## 같이 보기
- 아시안 하이웨이 1호선